# Fontana del Prigione
La fontana del Prigione si trova a Roma, in via Goffredo Mameli, all'incrocio con via Luciano Manara della quale costituisce lo sfondo. Originariamente era collocata nella scomparsa Villa Montalto Peretti.

## Descrizione
Terminato nel 1587 il restauro ed il ripristino dell'antico Acquedotto alessandrino, chiamato da allora “Acqua Felice” dal nome del papa Sisto V, al secolo Felice Peretti, sotto il cui pontificato venne terminata l'opera, come era stato fatto in precedenza per l’Aqua Virgo, furono iniziati i lavori per una ramificazione sotterranea secondaria del condotto, in modo da assicurare l'approvvigionamento idrico delle zone dei colli Viminale e Quirinale, allora scarsamente serviti, e venne di conseguenza progettata anche l'edificazione di un certo numero di fontane. Oltre a quelle costruite in luoghi pubblici, ve ne furono anche alcune, com'è il caso di quella del “Prigione”, realizzate in possedimenti privati.
Fu infatti commissionata direttamente da papa Sisto V a Domenico Fontana per villa Montalto Peretti, la villa che, quando era ancora cardinal Peretti, il pontefice si era fatta costruire sull'Esquilino (nell'area compresa tra la basilica di Santa Maria Maggiore e le attuali via Merulana, via Marsala e via del Viminale). Realizzata tra il 1587 e il 1590, alla fine del XIX secolo venne smontata in occasione della distruzione della villa necessaria per far posto ai quartieri residenziali della nuova capitale d'Italia e alla prima stazione Termini. Acquistata nel 1888 dal Comune di Roma, nel 1894-95 fu ricomposta come fondale della nuova via Genova. Con la costruzione del palazzo del Viminale, il fondo di via Genova doveva essere utilizzato come accesso a garage o magazzini del nuovo complesso, e nel 1923 la fontana fu di nuovo smontata e ricomposta nella posizione che occupa attualmente.
L'aspetto odierno è praticamente lo stesso di quello originario. Si tratta di una grande nicchia delimitata da due lesene che sorreggono il frontone decorato con ghirlande e teste leonine (simbolo araldico di Sisto V). Alla base delle lesene due piccole vasche raccolgono l'acqua che sgorga da altrettante cannelle, mentre una testa di leone in posizione centrale getta acqua a ventaglio in una piscina a livello stradale, circondata da sei colonnine. L'intero complesso è racchiuso tra due pilastri laterali in travertino sormontati da due grandi volute, non originali, come anche alcune decorazioni e forse la piscina di base.
Il nome “Prigione” le deriva dalla figura marmorea verosimilmente rappresentante un prigioniero che tenta di liberarsi dalla materia, secondo la definizione che ne diede nel 1636 il principe Massimo nella descrizione della villa divenuta di proprietà della sua famiglia. La statua faceva parte di un gruppo più ampio, comprendente anche Apollo e Venere, inserito nel nicchione del prospetto della fontana, alla cui sommità rimane una statua acefala di Esculapio. Il gruppo principale Apollo-prigioniero-Venere è andato definitivamente perduto, come anche la testa di Esculapio.
Nel 2005-2006 il Comune ha curato un intervento di restauro, nel corso del quale si è provveduto a dotare la fontana di un'area di rispetto.